# Drassinella schulzefenai
Drassinella schulzefenai là một loài nhện trong họ Phrurolithidae.
Loài này thuộc chi Drassinella. Drassinella schulzefenai được Ralph Vary Chamberlin & Wilton Ivie miêu tả năm 1936.